# زمن الوطنيين (جمهورية هولندا)

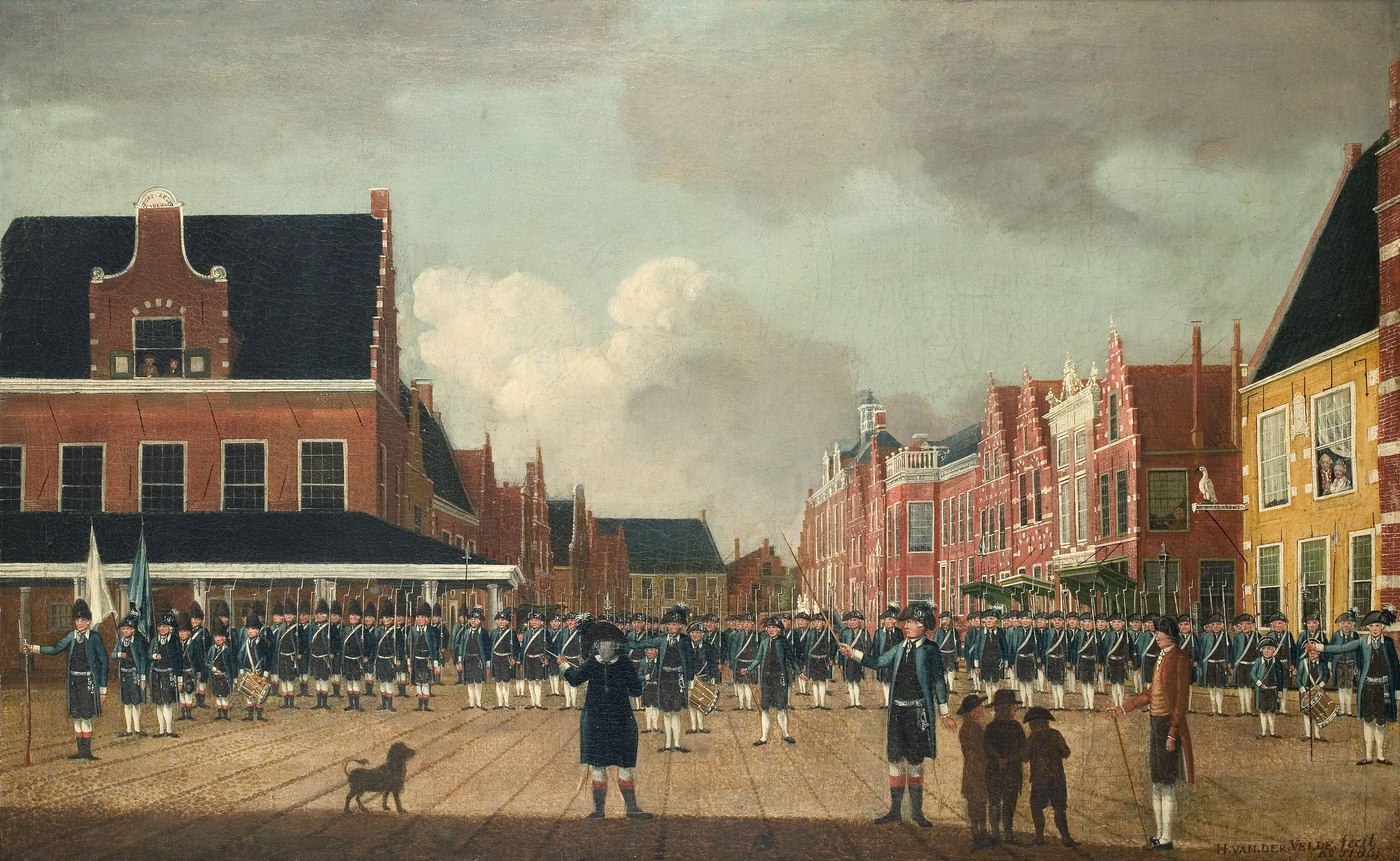

كان زمن الوطنيين (بالهولندية: Patriottentijd، تنطق بالهولندية: [pɑtriˈotə(n)tɛit]) فترةً من عدم الاستقرار السياسي في جمهورية هولندا تقريبًا بين عامي 1780 و 1787. اشتُق الاسم من فرقة الوطنيين التي عارضت حكم الستاتهاودر، فيليم الخامس أمير أورانيا، ومُناصريه الذين عُرفوا باسم الأورانيين.
في عام 1781 نشر أحد قادة الوطنيين جوان ديرك، بارون فان دير كابلين توت دين بول، دون ذكر اسم منشورًا بعنوان، «إلى شعب هولندا»، أيد المنشور تشكيل ميليشيات مدنية على غرار النمط الأمريكي والسويسري للمساعدة في استرجاع الدستور الجمهوري. في وقت لاحق، نُظمت هذه الميليشيات في العديد من المناطق المحلية وشكلت مع نوادي الوطنيين السياسية جوهر حركة الوطنيين. منذ عام 1785 تمكن الوطنيين من السيطرة على العديد من المدن الهولندية، حيث أنهم استبدلوا نظام الخيار المشترك القديم للأوصياء على العرش بنظام الممثلين المنتخبين ديمقراطيًا. مكنهم هذا من استبدال ممثلين هذه المدن في ولايات عدة محافظات، وتمكنوا من جمع أكبر عدد من الوطنيين في ولايات هولندا، وبالأخص في جرونينجن وأوتريخت، وغيرها من الولايات الأخرى. ساعد هذا على إضعاف نفوذ الحاكم العام بينما كان يخسر قيادته في جيش الولايات الهولندية. عقب ذلك حرب أهلية محدودة أسفرت عن جمود الجيش حتى سبتمبر – أكتوبر 1787، هُزم الوطنيين من قبل الحيش البروسي ونفي الكثير منهم.
كانوا الوطنيون عبارة عن برجوازيين وأرستقراطيين من الجمهورية الهولندية ظهروا في النصف الثاني من القرن الثامن عشر، أرادوا إنهاء الحكم العام وإسقاط فيليم الخامس أمير أورانيا. كان الوطنيون قادمون من خلفية تنويرية وتأثروا بجان جاك روسو تحديداً، وبالذات أفكاره عن السيادة الشعبية والإرادة العامة. كانوا جزئياً ردة فعل على نظام المحسوبية وتحديد حقوقهم في الترشح. كان الوطنيون حركة ديمقراطية تسعى لهولندا أكثر ليبرالية ومعارضة للأوليغاركية التي طغت على سياسة ذلك العصر. كانت هناك اختلافات بين أهداف الوطنيين، أراد البرجوازيون مجتمعاً أكثر ديمقراطية ببرلمان أكثر تمثيلاً ودافعوا عن حرية التعبير والتجمع، دعوا إلى المساواة وإنهاء التمييز ضد اليهود والكاثوليك وعارضوا المواقف الرسمية المؤيدة للإمبراطورية البريطانية خلال الثورة الأميركية.
بينما انقسم الأرستقراطيون بين مجرد التخلص من عائلة أوراني أو الانضمام إلى الفصيل الحاكم.

## خلفية

### التأثيل
استُخدم مصطلح باتريوت (الوطنيين، وتعني باليونانية πατριώτης قرويّ صديق) في القرن السابع عشر من قبل مناهضي الأورانية، لكن عندما غزت القوات الفرنسية الجمهورية في عام 1747، طالب «الوطنيين» بعودة الستاتهاودرية الأورانية، ما أدى إلى إنهاء الفترة الثانية لغياب منصب الحاكم العام. على أي حال، منذ عام 1756 وصاعدًا بدأ حزب الولايات الهولندية ريغينتين (الأوصياء على العرش)، بإعادة تصميم أنفسهم مجددًا ليصبحوا «وطنيين». لم يحاول الحزب الأوراني إعادة تخصيص هذا المصطلح، لكنه أُجبر على أخذ موضع دفاعي عنه، وأصبح ذلك واضحًا عندما غير اسم أحد مجلاته الشهرية إلى «الوطنية الهولندية التقليدية». لتصبح بذلك الوطنية ومناهضي الأورانية مترادفتين.
يمكن تقسيم الوطنيين إلى مجموعتين مستقلتين: أرستقراطيين وديمقراطيين. الوطنيين الأرستقراطيين (يمكن تسميهم  أيضًا «الوطنيين القدماء»)، كانوا في بادئ الأمر هم الأقوى، ويمكن رؤيتهم باعتبارهم ريغنتين معارضين، الذين إما سعوا لإدخال الفصائل إلى السلطة أو حاولوا إطلاق ما يدعى «اللوفستينيون» لتصوير الجمهورية من دون الأورانيين، أتوا من الدول الهولندية الأطراف. ظهر الوطنيين الديمقراطيين لاحقًا وتألفوا من أفراد غير تابعين للريغنتين من البرجوازيين الذين سعوا لدمقرطة الجمهورية.
وأخيرًا، ابتكر مدوني علم التأريخ في هذه الحقبة التاريخية مصطلح باتوريوتوديد (زمن الوطنيين) ويعود هذا الابتكار لمؤرخين هولنديين في القرن التاسع عشر، يمكن مقارنته مع مصطلحات «فترة غياب الستاتهاودر الأولى» و «فترة غياب الستاتهاودر الثانية» و «الحقبة الفرنسية» (تعود لحقبة الجمهورية الباتافية، والمملكة الهولندية، والإمبراطورية الفرنسية الأولى 1795 – 1813). على سبيل المثال استخدم هيرمان ثيودور كولينبراندر المصطلح كعنوان في أحد أعماله الرئيسية: دي باتوريوتوديد: هوفدزاكيليك نار بويتينلاندش بشايدن (زمن الوطنيين: بحسب الوثائق الأجنبية). وكثيرًا ما استُخدمت هذه العبارة بطريقة تحقيرية، ولكن في الآونة الأخيرة اكتسبت دلالة أكثر إيجابية.

### التراجع الملحوظ للجمهورية الهولندية
بعد الأيام المزدهرة في العصر الذهبي الهولندي في الثلثين الأولين من القرن السابع عشر دخل الاقتصاد الهولندي فترة من الركود والتراجع النسبي. بقي الحجم المطلق للدخل القومي الإجمالي الهولندي مستقرًا، لكن تمكنت الدول الأوروبية من التفوق على هذا الاقتصاد على مدى القرن الثامن عشر. إلى جانب ذلك، حدث انخفاض مطلق في عدد من القطاعات الاقتصادية، مثل مصائد الأسماك ومعظم الصناعات التي نشأت في أوائل القرن السابع عشر. أدى تراجع الصناعة في البلاد إلى الحد من التحضر العمراني حيث كان على الحرفيين الذين عملوا في الصناعات الزائلة الانتقال إلى المناطق التي لا يزال يمكن العثور على عمل فيها. كانت القاعدة الصناعية المتقلصة تتركز أيضًا في مناطق معينة، ما ألحق الضرر بمناطق أخرى حيث كانت بعض الصناعات (بناء السفن والمنسوجات) بارزة في السابق. ومن الملفت للنظر أنه في عصر النمو السكاني السريع في الدول الأوروبية الأخرى، بقي حجم السكان الهولنديين ثابتًا خلال القرن الثامن عشر عند نحو 1.9 مليون شخص، ما أدى (في ظل الحجم المطلق الثابت للاقتصاد) إلى نصيب ثابت للفرد من الإيرادات. لكن كان هذا مضللًا إلى حد ما مع زيادة التفاوت الاقتصادي بشكل ملحوظ خلال القرن الثامن عشر: هيمن على الاقتصاد مجموعة صغيرة من أصحاب رؤوس الأموال الأغنياء جدًا، وتحول الاقتصاد إلى ما يمكن أن نسميه الآن اقتصاد الخدمات، بما في ذلك القطاع التجاري (الذي لطالما كان قويًا في هولندا) والقطاع المصرفي. كان لهذه التحولات تأثيرًا مدمرًا على الأشخاص الذين عانوا من هبوط الحراك الاجتماعي وانتهى بهم الأمر في الطبقات الدنيا في المجتمع الهولندي. ولكن حتى أولئك الذين لم يتأثروا بهذا الحراك الهابط، وظلوا في الطبقتين العليا والمتوسطة، تأثروا بهذا التدهور الاقتصادي الملحوظ.
تشكل التدهور الاقتصادي نتيجة مجريات الساحة السياسية بعد معاهدة أوترخت عام 1713، شعرت حكومة الجمهورية الهولندية بأنها مرغمة للدخول في سياسة التقشف نتيجة الحالة المالية العامة السيئة في الجمهورية الهولندية. عانت مرتزقة كُلًا من جيش الولايات الهولندية والقوات البحرية الهولندية من انكماش كبير في الفترة التالية، وبالتالي كان على الجمهورية التخلي عن التظاهر بأنها قوة أوروبية كبرى، بالمعنى العسكري، مع العواقب الدبلوماسية التي تترتب على ذلك. أصبح من الواضح أن الجمهورية أصبحت رهانًا في سياسات القوة الأوروبية، اعتمادًا على النية الحسنة لبلدان أخرى مثل فرنسا وبروسيا وبريطانيا العظمى. كما ساهم هذا التدهور في المكانة الدبلوماسية الدولية في الشعور بالضيق الناجم عن التدهور الملحوظ.